# كونغرس الطيور العالمي

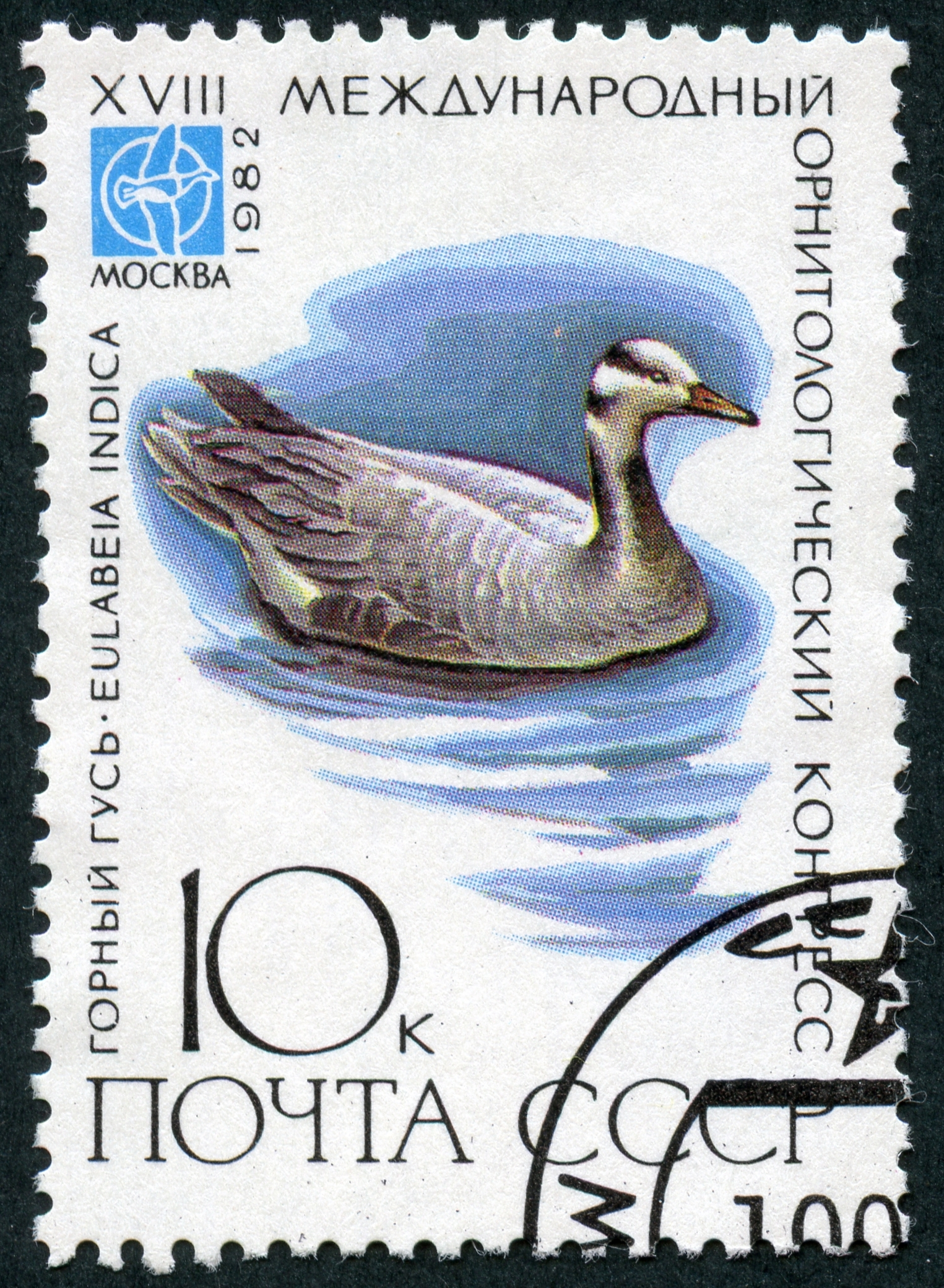
طابع الاتحاد السوفييتي

كونغرس الطيور العالمي (الاسم باللغة الإنجليزية: International Ornithological Congress) هو مجموعة لقاءات من الأقدم والأكبر في العالم واللذي ينظمها باحثين في علم الطيور , ينظم الكونغرس مرة واحدة كل أربع سنوات على يد لجنة الطيور العالمية (International Ornithological Committee) مجموعة تضم 200 باحث في علم الطيور. تم عقد الكونغرس الأول عام 1884, بين عامي 1884 و 1926 تم تنظيمه بسنوات غير منتظمة, من سنة 1926 تم تنظيمه كل أربع سنوات ما عدا لقائين لم يعقدا بسبب الحرب العالمية الثانية.
سنوات اللقاءات الماضية والمستقبلية :
- 1884 -  الإمبراطورية النمساوية المجرية , فيينا
- 1891 -  الإمبراطورية النمساوية المجرية , بودابست
- 1900 -  فرنسا , باريس
- 1905 -  المملكة المتحدة , لندن
- 1910 -  الإمبراطورية الألمانية , برلين
- 1926 -  دنمارك , كوبنهاغن
- 1930 -  هولندا , امستردام
- 1934 -  المملكة المتحدة , أكسفورد
- 1938 -  فرنسا , روان
- 1950 -  السويد , أوبسالا
- 1954 -  سويسرا , بازل
- 1958 -  فنلندا , هلسنكي
- 1962 -  الولايات المتحدة الأمريكية , إثاكا، نيويورك
- 1966 -  المملكة المتحدة , أكسفورد
- 1970 -  هولندا , لاهاي
- 1974 -  أستراليا , كانبرا
- 1978 -  ألمانيا , برلين
- 1982 -  الاتحاد السوفيتي , موسكو
- 1986 -  كندا , أوتاوا
- 1990 -  نيوزيلندا , كرايستشرش
- 1994 -  النمسا , فيينا
- 1998 -  جنوب أفريقيا , ديربان
- 2002 -  صين , بيكين
- 2006 -  ألمانيا , هامبورغ
- 2010 -  البرازيل , كامبوس دو جورداو
- 2014 -  اليابان , طوكيو

## وصلات خارجية
- كونغرس الطيور العالمي